# تپه حاجی‌آباد
تپه حاجی‌آباد مربوط به هزاره ۱- دوران‌های تاریخی پس از اسلام است و در شهرستان ساری، بخش مرکزی، روستای حاجی‌آباد واقع شده و این اثر در تاریخ ۱ مهر ۱۳۸۲ با شمارهٔ ثبت ۱۰۲۹۰ به‌عنوان یکی از آثار ملی ایران به ثبت رسیده است.